# Economia da Guiné Equatorial
A República da Guiné Equatorial está localizada no Golfo da Guiné e está organizada em duas divisões regionais: a Região Continental e a Região Insular. A capital do país é Malabo. As línguas oficiais são o espanhol, o francês e o português. Sua moeda é o Franco CFA.
A principal riqueza da Guiné Equatorial são a agricultura e a pesca, com produtos como o algodão, café, cana-de-açúcar, várias frutas etc. Também depende do gado, da exportação de madeira e de minerais.
Desde o fim do século XX, com a exportação de petróleo, a renda per capita tem aumentado espetacularmente, ainda que a riqueza se concentre nas mãos de uma minoria, em sua maior parte, propriedade do clã no governo ou de companhias internacionais. A exportação do barril por habitante é similar à do Kuwait.
1. ↑  Oliveira, Rafael (16 de Setembro de 2021). «Guiné Equatorial». Guiné Equatorial - Prointer | Unilab. Consultado em 12 de julho 2024. Cópia arquivada em 12 de julho 2024